# André Martenot de Cordoux
Le lieutenant Henri Marie André Jean dit Martenot de Cordoux patronyme de sa mère, né le 14 mars 1893 et mort le 29 décembre 1991 est un as de l'aviation de la Première Guerre mondiale, pilote de Caudron G4 puis de Nieuport, crédité de huit victoires aériennes homologuées.

## Pour approfondir
- Liste des as de la Première Guerre mondiale